# Альма-эш-Шааб
Альма-эш-Шааб (араб. علما الشعب‎) — деревня в Ливане, на территории мухафазы Южный Ливан. Входит в состав района Сур. Является центром одноимённого муниципалитета.

## История
В 1875 году, по наблюдениям французского археолога и путешественника Виктора Герена (Victor Guérin) (1821—1891), в деревне проживало около 350 человек. В религиозном отношении население состояло из православных (или католиков-маронитов).

По данным британской организации «Palestine Exploration Fund», в 1881 году Альма-эш-Шааб представляла собой большую христианскую деревню с населением около 500 человек.

## География
Деревня находится в юго-западной части Ливана, вблизи государственной границы с Израилем, на расстоянии приблизительно 17 километров к юго-юго-западу (SSW) от города Сур, административного центра района. Абсолютная высота — 282 метра над уровнем моря.

## Инфраструктура
На территории муниципалитета Альма-эш-Шааб функционируют 3 школы (2 общедоступные и 1 частная).

## Транспорт
Ближайший аэропорт расположен в израильском городе Хайфа.